# Muralles de Dubrovnik
Les muralles de Dubrovnik (Croàcia) són una construcció monumental feta entre els segles xiii i xvi, de més de dos quilòmetres de longitud i vint-i-cinc metres d'alçària, que rodegen la ciutat vella, abans Ragusa, i la varen protegir durant el seu període d'independència, dels atacs exteriors. Disposa de 16 torres, les principals de les quals són la torre Minčeta, al punt més alt, la torre Bokar, al franc esquerre de la banda de mar, la de Sveti Ivan (Sant Joan), al flanc dret (i esquerra del port), i la de Sveti Luka (Sant Lluc) al flanc dret del port. Es complementa amb dues fortaleses separades: Lovrijenac, al flanc esquerre de la banda de mar, separada de les muralles per una cala, i la de Revelin, protegint l'entrada per Ploče.